# 正親町三条実躬
正親町三条実躬（おおぎまちさんじょう さねみ）は、鎌倉時代の公卿。

## 経歴
大覚寺統に仕え、1285年（弘安8年）正四位下右近衛権中将、1295年（永仁3年）に蔵人頭、1298年（永仁6年）に参議。1303年（嘉元元年）に従二位、同年10月末に中納言になるも、1305年、（嘉元3年）3月に辞任に追い込まれる。1316年（正和5年）に権大納言に任じられたが、翌1317年（正和6年）に出家し、法名を実円と号した。
鎌倉時代の貴重な日記史料『実躬卿記』を著しており、自筆本だけでも70巻余りが現存し、その大半は重要文化財に指定されている。1287年（弘安10年）、幕府が後宇多天皇から熈仁親王への皇位交代を申し入れて来た際、その横暴を「末代作法口惜事也」（末代の作法、口惜しき事なり）と歎じたことがよく知られている。

## 系譜
- 父：正親町三条公貫
- 母：藤原為経の娘
- 妻：聖海の娘
  - 男子：正親町三条公秀（1285-1364）
  - 女子：光明天皇後宮

- 養子：正親町三条公躬（正応3(1290)年 - 暦応5/興国3年4月11日（1342年5月16日）） - 正親町三条実仲の次男

## 関連事項
- 正親町三条家
- 実躬卿記